# Ji-Paraná (futebolista)
Junior Felício Marques, mais conhecido como Ji-Paraná (Ji-Paraná, 11 de junho de 1987), é um ex-futebolista brasileiro que atuava como meio-campo.
jogou pela útima vez pelo JI-Paraná FC.

## Carreira
Ji-Paraná iniciou sua carreira atuando pelas escolinhas de futebol de sua cidade natal. Foi aí que ele foi selecionado para defender o time da cidade na Copa Votorantim, na cidade de Votorantim, no estado de São Paulo. O time não se saiu muito bem na competição, mas Ji chamou a atenção dos olheiros do Corinthians que o levaram para treinar nas categorias de base do clube.
No Timão, Ji conquistou uma Copa São Paulo de Futebol Júnior no ano de 2005. Estreou no time principal em 17 de abril de 2005, na vitória sobre a Portuguesa Santista por 3 a 0, em partida válida pelo Campeonato Paulista de 2005 e também fez parte do elenco no Campeão Brasileiro de 2005. No total, fez apenas 7 jogos pelo clube.
Em 23 de outubro de 2006, foi anunciada sua contratação pelo SC Internacional, após negociação com o clube do Parque São Jorge. Até 2008, o jogador fazia parte dos planos do clube, sendo inclusive, por vezes, titular. Contudo, em janeiro de 2009, ele foi dispensado do clube e treinava em separado.
Ainda no início de 2009, Ji-Paraná foi emprestado ao Brasiliense, porém, não permaneceu no clube. O volante acabou sendo aproveitado em algumas partidas do Inter B na Copa FGF de 2009.
Em janeiro de 2010, foi emprestado ao Grêmio Prudente (quando o clube ainda era chamado de Barueri).
Ainda em 2010, Ji foi negociado com o Győri ETO da Hungria, aonde atuou por duas temporadas e foi novamente negociado com o Kalba Club dos Emirados Árabes Unidos.
No início de 2014, assinou contato com o FC Wacker Innsbruck, da Áustria.
Em 2017, foi contratado pelo FC Cascavel para disputar a primeira divisão do campeonato paranaense, e no final do mesmo ano foi contratado pelo Ji-Paraná FC onde é mais conhecido simplesmente por "Júnior", para disputar a primeira divisão do campeonato rondoniense do ano seguinte. Apesar da má campanha da equipe em 2018, permaneceu para 2019 e sagrou-se vice-campeão estadual.

### Seleção Brasileira
Junior chegou até a ser capitão da Seleção Brasileira sub-20 durante a Copa do Mundo da categoria em 2007.

## Títulos
Corinthians
- Copa São Paulo de Futebol Júnior: 2005
- Campeonato Brasileiro: 2005

Internacional
- Campeonato Gaúcho: 2008

Brasil
- Copa Sendai: 2005